# Solo für Weiss – Das letzte Opfer
Solo für Weiss – Das letzte Opfer ist ein deutscher Kriminalfilm von Esther Bialas aus dem Jahr 2021 mit Anna Maria Mühe als LKA-Zielfahnderin Nora Weiss in der Hauptrolle. Es handelt sich um den sechsten Solo-für-Weiss-Film.

## Handlung
Nora Weiss’ Vorgesetzter LKD Kurt Böhnisch geht in den Ruhestand und ernennt Jan Geissler zu seinem Nachfolger. Weiss hatte all die Jahre kein besonders gutes Verhältnis zu Böhnisch und ist daher überrascht, dass er sie explizit in seiner Abschiedsrede erwähnt, die wie ein Auftrag an sie wirkt. Unmittelbar nach seiner Abschiedsfeier begeht Böhnisch, zum Schock der gesamten Belegschaft, Selbstmord und hinterlässt Weiss einen Schlüssel auf ihrem Schreibtisch. Der Schlüssel passt offensichtlich zu keinem Objekt in Böhnischs Büro und gibt Weiss Rätsel auf, ebenso wie eine graue Katze, die ihr immer wieder über den Weg läuft. Böhnischs Frau kann ein wenig Licht in das Dunkel bringen, denn der Schlüssel gehört zu ihrem Gartenhaus, wo ihr Mann viel Zeit verbracht und Erinnerungen an ihre gemeinsame Tochter gesammelt hatte, die vor zwei Jahren spurlos verschwunden war. Trotz seiner polizeilichen Möglichkeiten war es ihm die ganze Zeit nicht gelungen, den Verbleib von Jasmin zu klären, worüber er mit niemandem außer seiner Frau gesprochen hatte. Offensichtlich ist er daran zerbrochen und hat deshalb seinem Leben ein Ende gesetzt. 
Am nächsten Tag werden Weiss und ihr Kollege von der Kripo Lübeck, Simon Brandt, zu einer Frauenleiche gerufen. Schnell steht fest, dass es sich dabei um die als vermisst gemeldete Rieke Förster handelt. Ihr Vater verdächtigt sofort den Exfreund Maik Jansen, der seine Tochter nach der Trennung massiv gestalkt hätte. Einer Befragung will sich Jansen durch Flucht entziehen, und da er wegen Körperverletzung vorbestraft ist, wird er festgenommen. Er leugnet Rieke, etwas angetan zu haben, und Weiss hat berechtigte Zweifel an seiner Täterschaft. Jansen erscheint ihr viel zu impulsiv, was zu dem Mord an Rieke nicht so recht passt; zudem sieht sie Parallelen zum Verschwinden von Böhnischs Tochter. Deshalb recherchiert sie ähnlich geartete Fälle aus der Vergangenheit und findet so Ähnlichkeiten mit einem ungeklärten Frauenmord in Rostock. Die Zielfahnderin macht sich auf den Weg dorthin. Der seinerzeit ermittelnde Beamte, Dominik Kramer, hat mittlerweile den Polizeidienst aufgegeben und zeigt sich wenig kooperativ. Anhand der Akten ist ersichtlich, dass die Rostocker Polizei den Apotheker Arnold Martens unter Verdacht hatte, die Beweise für eine Festnahme aber nicht ausreichten. Seit zwei Jahren ist er von der Bildfläche verschwunden, sodass Weiss und Brandt ihn zu ihrem aktuellen Fall nicht befragen können. Martens Bruder Paul wohnt in Kiel und die Ermittler versuchen über ihn herauszufinden, wo sich sein Bruder aufhalten könnte, was allerdings keinen Erfolg bringt.
Weiss und Brandt wollen im Rostocker Polizeirevier noch weitere Unterlagen einsehen, stoßen hier aber nun auf große Ablehnung. Ebenso meint Weiss’ neuer Vorgesetzter (mit dem sie auch ein kurzes Verhältnis gehabt hatte), dass sie sich da etwas zusammenkonstruieren würde. Für Weiss ist dies Motivation genug, nicht locker zu lassen. Sie kontaktiert erneut Dominik Kramer und versucht, ihn zur Mitarbeit zu bewegen. Da sie „seinen“ Verdächtigen Martens favorisiert und sehr gut nachvollziehen kann, wie frustrierend Polizeiarbeit sein kann, wenn sich die erwarteten Erfolge nicht einstellen, finden beide allmählich einen „Draht“ zueinander. Als sie Kramer mit ihrem Wagen nach Hause fährt, fällt ihr ein maskierter Mann auf. Am nächsten Abend überfällt er die LKA-Beamtin, flüchtet aber unerkannt, als Brandt ihr zu Hilfe eilt.
Mittlerweile ist Maik Jansen wieder auf freiem Fuß und will Riekes Eltern sein Beileid aussprechen. Ihr Vater hält ihn jedoch noch immer für den Täter und sticht ihn im Affekt nieder. Weiss ist schockiert und zweifelt an ihrer Arbeit, da sie den wahren Täter noch immer nicht gefunden hat, was diese Tat hätte verhindern können. Auf der Suche nach Hinweisen findet sie ein weiteres Indiz, das auf Martens als Täter weist. Sie wendet sich deshalb erneut an Kramer, der ihr nun erzählt, wie Jasmin Böhnisch mit in diesen Fall passt. Böhnischs Tochter wollte vor zwei Jahren bei der Rostocker Polizei Anzeige wegen Stalkings gegen Martens erstatten. Da man gerade im Fall der Frauenleiche nicht genug gegen Martens in der Hand hatte, bat man sie um Mitarbeit als Lockvogel. Das ging allerdings schief und in der Folge quittierte Kramer seinen Dienst. Damit ist Weiss klar, warum man zuvor in Rostock so abweisend gegen sie und die neuen Ermittlungen war.
Weiss hofft, bei Paul Martens doch noch eine Spur zu dessen Bruder zu finden. Bei der Unterhaltung wird der Kommissarin klar, dass sie nicht Paul, sondern den gesuchten Arnold vor sich hat, der seit zwei Jahren die Identität seines Bruders angenommen hat. Weiss hat bei all dem nicht bemerkt, dass Martens ihr unbemerkt eine Droge verabreicht hat. Bewusstlos bringt er sie zu dem Grundstück an der Ostsee, wo er auch sein letztes Opfer gefangen gehalten hatte. Da Simon Brandt in der Zwischenzeit weiter über Paul Martens recherchiert hat, ist ihm ein Grundstückskauf vor einem Jahr aufgefallen. Er hofft, dessen Bruder hier zu finden, und kommt so gerade recht, um Weiss zu befreien und Martens festzunehmen. Dieser verrät am Ende, wo er Jasmin Böhnisch begraben hat, und so kann ihre Mutter nun endlich Abschied nehmen. Zur Beisetzung von Böhnischs Tochter begegnet Weiss die graue Katze ein letztes Mal.
Ob Martens auch seinen älteren Bruder Paul umgebracht hat, bleibt offen, ist aber anzunehmen.

## Hintergrund
Die Dreharbeiten für Solo für Weiss – Das letzte Opfer erstreckten sich unter den vorgegebenen Corona-Arbeitsschutzauflagen vom 17. November 2020 bis zum 18. Dezember 2020 und fanden an Schauplätzen in Hamburg, Lübeck und an der Ostseeküste statt. Für Jan Krauter, der seit Anbeginn der Krimireihe den Kommissar Simon Brandt spielte, ist es der letzte Auftritt. Ab Folge 7 bekommt Zielfahnderin Nora Weiss mit Kommissar Ben Salawi, der von Camill Jammal dargestellt wird, einen neuen Ermittlungspartner.
In der ZDF Mediathek wurde der Film ab dem 22. November 2021 vorab zur Verfügung gestellt. Die Erstausstrahlung fand am 29. November 2021 im ZDF statt.

### Soundtrack
Im Soundtrack des Films sind unter anderem folgende Titel zu hören:
- She Makes President – Sophie Hunger
- The Kill – 30 Seconds to Mars

### Mystisches
Der verstorbene Vorgesetzte von Nora Weiss erscheint ihr immer wieder als eine graue Katze, bis sich dessen Seele am Ende mit dem erfolgreichen Abschluss der Suche nach seiner Tochter in Ruhe verabschieden kann.

## Rezeption

### Einschaltquote
Die Erstausstrahlung von Das letzte Opfer am 29. November 2021 wurde in Deutschland von 6,83 Millionen Zuschauern gesehen und erreichte einen Marktanteil von 23,8 Prozent für das Zweite Deutschen Fernsehen.

### Kritik
Tilmann P. Gangloff urteilte für tittelbach.tv und schrieb: „Schon der Auftakt des Films ist ein clever konzipierter Köder. Auch dank einer vorzüglichen Musik und der exzellenten Bildgestaltung gelingt es Regisseurin Esther Bialas bei ihrem Krimidebüt, über die Spannung hinaus große Anteilnahme an den Figuren zu wecken, zumal der Film nicht nur die Heldin mit emotionalen Grenzsituationen konfrontiert. [...] Die Handlung ist jederzeit fesselnd und derart dicht erzählt, dass neunzig Minuten fast zu kurz wirken. Geschickt durchmischt Klaschka seine Geschichte mit Elementen, die auf den ersten Blick nichts mit der Mördersuche zu tun haben.“
Bei Prisma.de wertete Maximilian Haase: „Es offenbaren sich spannend ins Drehbuch geschriebene Verstrickungen, Verfolgungsjagden sorgen für Action, und am Ende richtet der Täter sein Augenmerk gar auf die Fahnderin – selbst vor Kidnapping von Kindern macht er nicht Halt. Auch im sechsten Film strahlt ‚Solo für Weiss‘ Kühle und Empathie zugleich aus, getragen von einer vollends überzeugenden Hauptdarstellerin.“
Oliver Armknecht von film-rezensionen.de meinte: „Dass  jemand direkt nach der Verabschiedung in den Ruhestand Selbstmord begeht, das muss man schon gut begründen können. Wenn sich hier herausstellt, dass die Tochter des bisherigen Kriminaldirektor [sic] verschwunden ist und er sie nicht finden konnte, dann ist das ein bisschen dünn.“ Unlogisch ist auch „der Umstand, dass bei der Arbeit niemand wusste, dass die Tochter verschwunden ist. So verständlich es ist, wenn man im Büro das Privatleben abschirmt, bei diesem Beruf ist das dermaßen idiotisch, dass man das Gefühl hat, in einer Parallelwelt gelandet zu sein. [...] ‚Das letzte Opfer‘ ist ein ziemlich mäßiger Krimi, der irgendwie seinem Ende entgegenstolpert. Da hätte die Schauspielerin doch deutlich Besseres verdient. Und das Publikum gleich mit.“